# Карачаровский ручей
Карачаровский ручей (в настоящее время также ручей Фрезер) — протекает на юго-востоке Москвы. Впадает в реку Нищенку.

## Течение
Ручей течёт под землёй параллельно Басовской улице, пересекает шоссе Фрезер, где выходит на поверхность и на протяжении 170 м следует в канаве вдоль чётной стороны 5-й Кабельной улицы, перед Андроновским путепроводом окружной железной дороги ручей снова уходит в подземное русло, далее протекает в подземном русле под промышленной зоной постепенно удаляясь от 5-й Кабельной улицы и через 210 м впадает в протекающую в открытом русле реку Нищенку. Длина ручья в открытом русле составляет 170 м, в подземной трубе — 1,4 км.

## Название
Своё название ручей получил по ранее находившемуся в этих местах селу Карачарово, упомянутому в записях XVI века. Как считают историки, оно было основано служилыми людьми Карачаровых, фамилия которых и была закреплена в названии местности. Топоним села фигурирует как в документах Смутного времени, так и в последующие периоды.

## Экологическая ситуация
В ручье почти нет собственных вод, большая часть вод в водоём поступает в качестве сбросов промышленной зоны Карачарово, отходов автомоек и дождевых стоков. Ручей является наиболее загрязнённым притоком Нищенки. Исследования 2012 и 2013 годов выявили значительное превышение концентрации хлора, тяжёлых металлов, строительных химических веществ, нефтепродуктов и кислот.
Ситуация с Карачаровским ручьем год от года ухудшается. На наших глазах происходит процесс умирания одной из малых рек столицы. Скорость течения не позволяет ручью избавляться от песчаных наносов и попадающих в него пыли и мусора.П. Минаев, специалист исследовательского центра ОСТРОБ